# ダシルバヒサシ
ダシルバ ヒサシ(Hisashi Da Silva)は、日本のプロバスケットボール選手。現在はB1リーグに所属する三遠ネオフェニックスに所属している。背番号12。B1最年少出場記録を18歳9カ月17日に更新

## 経歴
牧之原市生まれ。
小学3年牧之原市立細江小学校でバスケットを始める。6年全国大会準優勝。
牧之原市立榛原中学入学。
2014年3年で浜松学院中学へ転校。ブラジル国籍から日本国籍へ。U-16日本代表候補。
2015年浜松学院高校入学、2016年インターハイ ベスト16・国体出場・ウインターカップベスト16。2017年インターハイ出場・国体3位。動画
2018年三遠ネオフェニックスと特別指定選手契約。
2018年3×3動画
2019.08.05 ヨーロッパ挑戦 トルコスーパーリーグ  損保ジャパン・ベシュクタス  トレーニングキャプ参加